# Bhalariya
Bhalariya è una suddivisione dell'India, classificata come census town, di 6.530 abitanti, situata nel distretto di Udaipur, nello stato federato del Rajasthan. In base al numero di abitanti la città rientra nella classe V (da 5.000 a 9.999 persone).

## Geografia fisica
La città è situata a 24° 22' 13 N e 73° 42' 56 E.

## Società

### Evoluzione demografica
Al censimento del 2001 la popolazione di Bhalariya assommava a 6.530 persone, delle quali 3.453 maschi e 3.077 femmine. I bambini di età inferiore o uguale ai sei anni assommavano a 663, dei quali 372 maschi e 291 femmine. Infine, coloro che erano in grado di saper almeno leggere e scrivere erano 5.421, dei quali 2.996 maschi e 2.425 femmine.